# Passaggio a livello/Il giramondo
Passaggio a livello/Il giramondo è il secondo singolo da solista di Enzo Jannacci, pubblicato dalla Tavola Rotonda nel 1961.
Entrambe le canzoni sono scritte da Jannacci sia per il testo che per la musica, e saranno inserite nel 1968 nell'album antologico Le canzoni di Enzo Jannacci.
In seguito Passaggio a livello verrà ristampato su 45 giri come lato B di L'ombrello di suo fratello, nel 1965, e verrà reincisa da Jannacci per il suo album postumo L'artista; verrà inoltre incisa anche da Luigi Tenco nel suo album Luigi Tenco canta Tenco, De André, Jannacci, Bob Dylan, Mogol.

## Tracce
- Passaggio a livello
- Il giramondo